# Tamika Williams
Tamika Maria Williams coniugata Raymond e, successivamente Jeter (Dayton, 12 aprile 1980) è un'ex cestista e allenatrice di pallacanestro statunitense, professionista nella WNBA.

## Carriera
È stata selezionata dalle Minnesota Lynx al primo giro del Draft WNBA 2002 (6ª scelta assoluta).
Dal 2019 al 2021 è stata vice-allenatore della Ohio State University.

## Palmarès
- 2 volte campionessa NCAA (2000, 2002)
- 3 volte migliore nella percentuale di tiro WNBA (2003, 2004, 2005)